# Giulia Billiart
Marie-Rose-Julie Billiart (Cuvilly, 12 luglio 1751 – Namur, 8 aprile 1816) è stata una religiosa francese, fondatrice della congregazione delle Suore di Nostra Signora di Namur.
Beatificata nel 1906, fu proclamata santa da papa Paolo VI nel 1969.

## Biografia
Nacque in un'agiata famiglia di piccoli commercianti e ricevette un'educazione elementare nella scuola del paese. Quando aveva 16 anni suo padre ebbe un tracollo finanziario e cadde in miseria, così la Billiart fu costretta a dedicarsi a pesanti lavori manuali.
Nel 1774, all'età di 22 anni, rimase paralizzata alle gambe e, sotto la guida del parroco, iniziò a dedicarsi alle pratiche di pietà e all'insegnamento del catechismo ai bambini.
Durante la Rivoluzione, fu accusata di offrire protezione a preti refrattari e fu costretta a riparare ad Amiens: vi conobbe Joseph Varin, superiore della Società della Fede di Gesù (contribuirà a restaurare la soppressa Compagnia di Gesù), che la sollecitò a dare inizio a un'opera per l'istruzione e l'educazione cristiana della gioventù.
I suoi primi tentativi fallirono e l'unica compagna che le rimase accanto fu Françoise Blin de Bourdon, che aveva conosciuto nel 1794. Con l'appoggio di Jean-François Demandolx, vescovo di Amiens, e l'aiuto di padre Varin, che preparò le prime regole dell'istituto, nel 1803 la Billiart iniziò a condurre vita comune con le prime collaboratrici (la Blin de Bourdon e Catherine Duchâtel).
Nel 1804 pronunciò i voti di castità e di dedicarsi all'educazione cristiana delle giovani, soprattutto di quelle di famiglia povera. In quell'occasione, la Billiart riacquistò l'uso delle gambe.
La congregazione si sviluppò rapidamente e nel 1806 contava già 18 scuole, ma nel 1809 il vescovo di Amiens allontanò la Billiart e le sue suore dalla diocesi; le religiose trasferirono la casa madre a Namur, dove era stata aperta una filiale nel 1807 sotto la direzione dalla Blin de Bourdon, dove trovarono la protezione del vescovo locale Charles-François-Joseph Pisani de La Gaude.
Tra il 1804 e il 1816 la Billiart viaggiò molto tra il nord della Francia e il Belgio, fondando scuole e organizzando la vita religiosa delle sue comunità.

## Il culto
Fu grande propagatrice della devozione al Sacro Cuore di Gesù ed ebbe fama di estasi e miracoli.
Oltre che dalle Suore di Nostra Signora di Namur, è onorata come fondatrice dalle omonime congregazioni di Amersfoort e di Coesfeld.
La causa fu introdotta a Roma il 26 giugno 1889 e il 6 gennaio 1903 fu promulgato il decreto sulle virtù eroiche della religiosa.
Fu proclamata beata da papa Pio X il 13 maggio 1906 e canonizzata da papa Paolo VI il 22 giugno 1969.
Il suo elogio si legge nel martirologio romano all'8 aprile.